# Pensionnaire

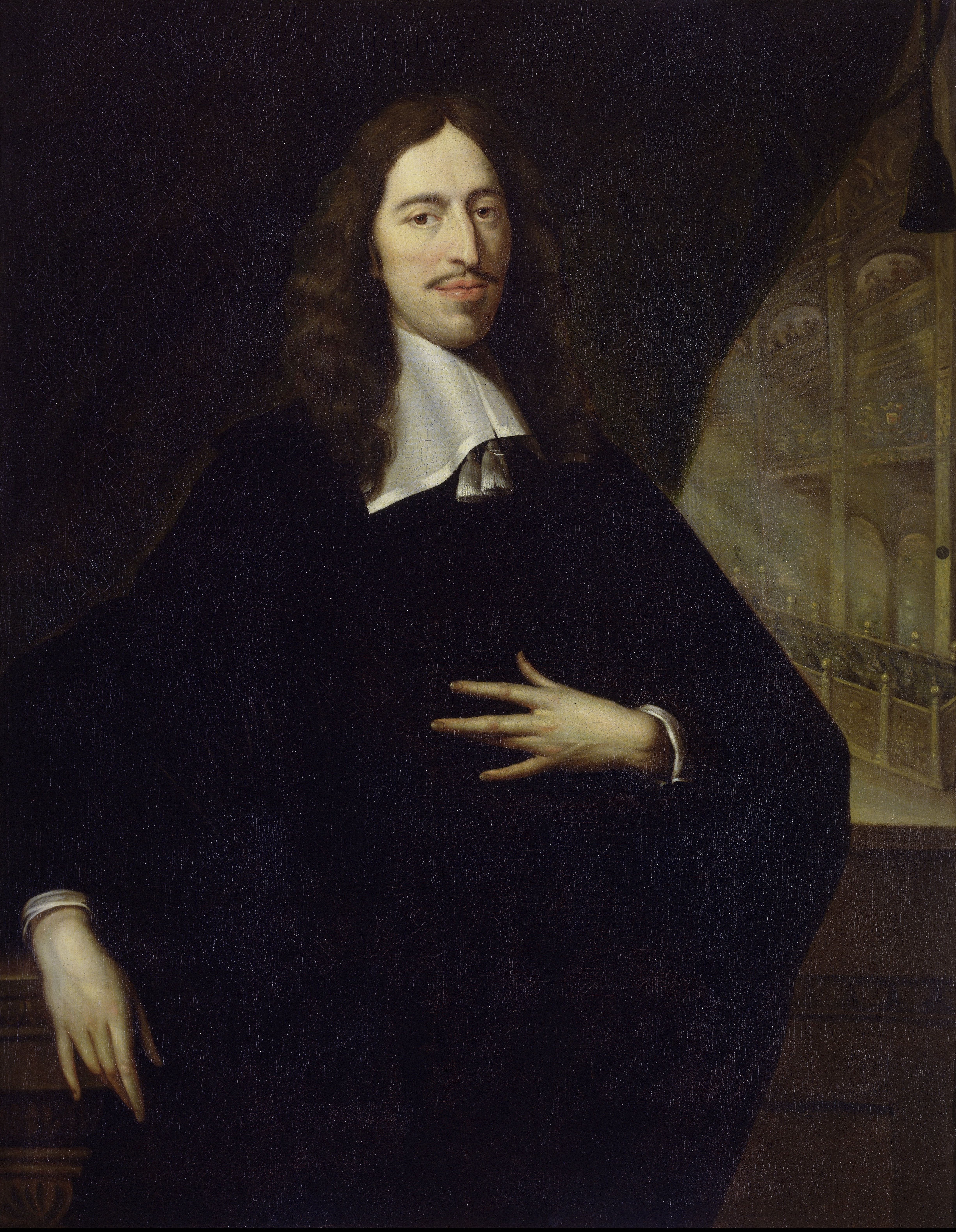
Portrait de Johan de Witt, Grand Pensionnaire de Hollande (1643-1700). À l'arrière-plan, la chambre des États de Hollande, construite en 1650.

Le pensionnaire (Pensionaris en néerlandais) est le responsable de l’administration d'une province dans les Provinces-Unies et les Pays-Bas autrichiens. 
Le pensionnaire est flanqué d'un stathouder, qui est lui chargé du pouvoir exécutif.
La fonction existe également en Flandre sous le nom de conseiller pensionnaire à partir du XIVe siècle dans les communes : le conseiller pensionnaire est un membre de l'administration  chargé de fonctions juridiques et de conseiller des échevins. 